# Alexandre Schirwindt
Alexandre Anatolievitch Schirwindt (en russe : Алекса́ндр Анато́льевич Ши́рвиндт, né le 19 juillet 1934 à Moscou (RSFSR, URSS) et mort dans la même ville le 15 mars 2024) est un acteur et metteur en scène soviétique puis russe, également pédagogue.

## Biographie
Alexandre Schirwindt est le fils du violoniste Anatoli Schirwindt et de son épouse Raïssa Schirwindt (née Kobylivker), tous deux originaires d'Odessa. Diplômé de l'Institut d'art dramatique Boris Chtchoukine en 1956, il intègre la troupe du Théâtre national d'acteur de cinéma. La même année, il tient son premier rôle au cinéma dans la comédie de Semion Derevianski et Rafaïl Souslovitch Elle vous aime aux studios Lenfilm.
En 1957, il devient acteur du théâtre du Lenkom qu'il quitte en 1968 pour le théâtre sur Malaïa Bronnaïa. Acteur de Théâtre académique de la Satire de Moscou à partir de 1970, il en devient le directeur artistique en 2000.
En 1973, avec Andreï Mironov il participe à la mise en scène des Petites comédies d'un grand immeuble, pièce écrite par Grigori Gorine et Arkadi Arkanov, adaptée au Théâtre de la Satire par Valentin Ploutchek et enregistrée pour la télévision.

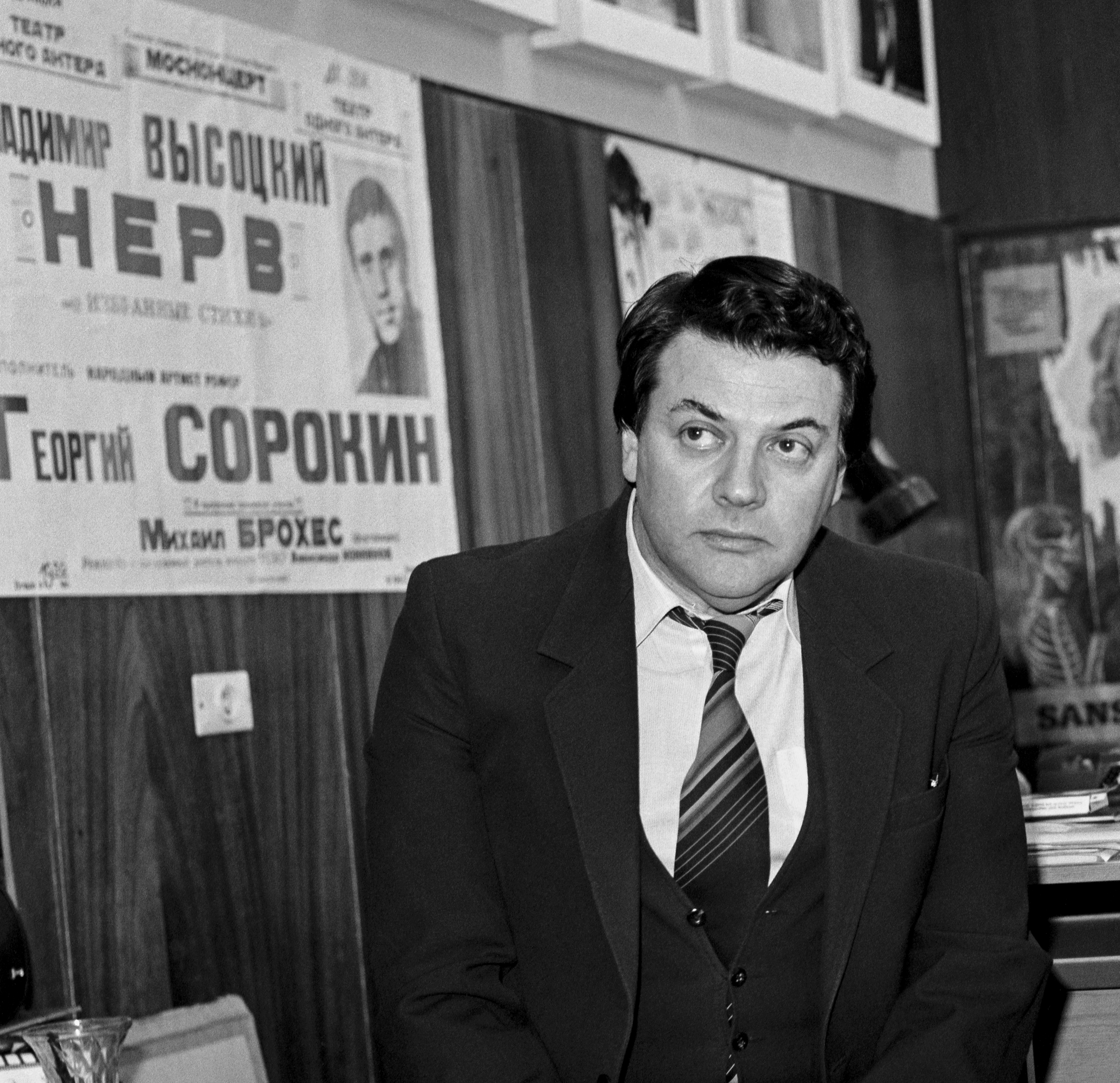
Alexandre Schirwindt en 1986.

Il forme également sur scène un duo humoristique avec Mikhaïl Derjavine de 1957 à 2017.
Alexandre Schirwindt enseigne à l'Institut d'art dramatique Boris Chtchoukine depuis 1957, il est nommé professeur en 1995.
À la télévision, il anime l'émission musicale Courrier du matin et un magazine télévisuel de vulgarisation scientifique Je veux savoir (2007-2013).
Décédé le 15 mars 2024, d'insuffisance cardiaque, Alexandre Schirwindt est incinéré et l'urne avec ses cendres est inhumée au cimetière de Novodievitchi.

## Filmographie
- 1968 : Six juillet (Шестое июля) de Youli Karassik : Lev Karakhan
- 1969 : Un amour de Tchekhov (Сюжет для небольшого рассказа) de Sergueï Ioutkevitch : épisode
- 1971 : Toi et moi (Ты и я) de Larissa Chepitko : ami
- 1975 : L'Ironie du sort (Ирония судьбы, или С лёгким паром!) d'Eldar Riazanov : Pavlik
- 1976 : Les Douze Chaises (12 стульев) de Mark Zakharov : joueur d'échecs
- 1976 : Les Hirondelles célestes (Небесные ласточки) de Leonid Kvinikhidze : major Château-Gibus (TV)
- 1979 : Trois hommes dans un bateau sans compter le chien (Трое в лодке, не считая собаки) de Naum Birman (en) : Samuel Harris (TV)
- 1982 : Une gare pour deux (Вокзал для двоих) d'Eldar Riazanov : pianiste
- 1985 : Soir d'hiver à Gagra (Зимний вечер в Гаграх) de Karen Chakhnazarov : présentateur d'émission TV
- 1989 : L'Art de vivre à Odessa (Искусство жить в Одессе) de Gueorgui Jungwald-Khilkevitch : Tartakovski
- 2007 : L'Ironie du sort. Suite (Ирония судьбы. Продолжение) de Timur Bekmambetov : Pavlik

### Doublage
- 1981 : Le Chien botté (Пёс в сапогах) d'Efim Gamburg : Aramis
- 2010 : Alice au pays des merveilles (Alice in Wonderland) de Tim Burton : Chat du Cheshire (VO : Stephen Fry)

## Prix et honneurs
- artiste émérite de la RSFSR : 1974
- artiste du peuple de la RSFSR : 1989
- Ostap d'or : 1993
- ordre de l'Amitié des peuples : 1994
- ordre du Mérite pour la Patrie : de IVe classe en 2004
- ordre du Mérite pour la Patrie : de IIe classe en 2009
- ordre du Mérite pour la Patrie : de III classe en 2014